# Пестово (Лузький район)
Песто́во (рос. Пестово) — присілок у складі Лузького району Кіровської області, Росія. Входить до складу Лальського міського поселення.
Населення становить 18 осіб (2010, 35 у 2002).
Національний склад станом на 2002 рік — росіяни 100 %.

## Відомі люди
У присілку народився письменник Кончіц Анатолій Олександрович (1939-1996).